# Arroios (Lissabon)
Arroios is een plaats (freguesia) in de Portugese gemeente Lissabon en telt 33.302 inwoners (2021).

## Indeling
In 2012 werd de freguesia Arroios gevormd uit de samenvoeging van drie freguesia's.
| Huidige freguesia | Huidige freguesia | Huidige freguesia | Freguesias voor 2012 | Freguesias voor 2012 | Freguesias voor 2012 |
| Freguesia         | Inwoners          | Oppervlakte       | Freguesias           | Inwoners             | Oppervlakte          |
| ----------------- | ----------------- | ----------------- | -------------------- | -------------------- | -------------------- |
| Arroios           | 33.307            | 2,13 km²          | Anjos                | 9.361                | 0,49 km²             |
| Arroios           | 33.307            | 2,13 km²          | Pena                 | 4.486                | 0,50 km²             |
| Arroios           | 33.307            | 2,13 km²          | São Jorge de Arroios | 18.415               | 1,16 km²             |
| Census: 2011      |                   |                   |                      |                      |                      |

| Detailkaart              |
| ------------------------ |
|                          |
| Indeling voor en na 2012 |